# Vukojevci
Vukojevci falu Horvátországban, Eszék-Baranya megyében. Közigazgatásilag Nekcséhez tartozik.

## Fekvése
Eszéktől légvonalban 41, közúton 46 km-re nyugatra, Diakovártól légvonalban 27, közúton 30 km-re északnyugatra, Szlavónia középső részén, a Krndija-hegység északi lejtői és a Szlavóniai-síkság találkozásánál, a Diakovárról Nekcsére menő út mentén fekszik.

## Története
A települést 1407-ben említik először „Wkoyovch” néven Nekcse várának tartozékaként abban az oklevélben, melyben Zsigmond király a nekcsei uradalmat Garai Miklós nádornak és testvérének, Jánosnak adományozta. 1491-ben Corvin János, majd 1504-ben az Újlakiak lettek az urai. A török 1532-ben szállta meg és 1687-ig török uralom alatt állt. A török uralom idején a nekcsei náhije részekét jobbágyok lakták, lakóinak lelki szolgálatát a nekcsei ferences atyák látták el.
A török uralom előli felszabadítás után kamarai birtok lett, majd a nekcsei uradalommal együtt előbb Johann Ferdinand Kyb, majd Catarina Caraffa lett a birtokosa. 1708-ban a nekcsei birtokkal együtt az udvari kamara igazgatása alá került. A nekcsei uradalmat 1723-ban a császár Lamperg Ferenc Antal hercegnek adományozta, aki 1726-ban eladta az eszéki erőd parancsnokának, Oduyer Antal gróf tábornagynak. 1730-ban Dumbovics főesperes látogatást tett a településen. Az erről írt jelentésében azt írja, hogy a faluban 38 katolikus ház áll és van egy fatemploma fa toronnyal, benne haranggal. A templom oltárán feszület és négy gyertyatartó található. A templom feletti torony hat és fél méter magas. A tornyot deszkákkal fedték be, melyet kupola zár. Feketére van befestve. A temető akkoriban a falun kívül volt, deszkakerítéssel volt elkerítve. Ide temetkeztek a szomszédos Kršinac és Stipanovac hívei is. Istentisztelet csak minden második vasárnap és jeles ünnepeken volt benne. 1734-ben a nekcsei uradalommal együtt a Pejácsevich család lett a település birtokosa.
Vrhovac zágrábi püspök rendelkezésére 1789-ben Pogorácson plébániát alapítottak, melyet 1808-ig a nekcsei ferencesek irányítottak és amelynek Vukovejci a filiája lett. 1820-ban a régi fatemplomot lebontva felépítették a ma is álló templomot. Az új templomot az akkori kegyúr, Pejácsevich Ferdinánd iránti tiszteletről Szent Ferdinánd tiszteletére szentelték fel. 1846-ig tartozott a pogorácsi plébániához, amikor a nekcsei Szent Antal plébániához csatolták. Ez alkalommal Assisi Szent Ferenc tiszteletére szentelték újra.
Az első katonai felmérés térképén „Vukojevcze” néven található. Lipszky János 1808-ban Budán kiadott repertóriumában „Vukojevcze” néven szerepel. Nagy Lajos 1829-ben kiadott művében „Vukojevcze” néven 102 házzal, 629 katolikus vallású lakossal találjuk.
A településnek 1857-ben 560, 1910-ben 815 lakosa volt. Verőce vármegye Nekcsei járásához tartozott. Az 1910-es népszámlálás adatai szerint lakosságának 92%-a horvát, 2-2%-a magyar és szlovák, 1%-a német anyanyelvű volt. Az első világháború után 1918-ban az új szerb-horvát-szlovén állam, majd később (1929-ben) Jugoszlávia része lett. 1991-ben lakosságának 95%-a horvát nemzetiségű volt.
2011-ben 914 lakosa volt.

## Lakossága
| Lakosság változása | Lakosság változása | Lakosság változása | Lakosság változása | Lakosság változása | Lakosság változása | Lakosság változása | Lakosság változása | Lakosság változása | Lakosság változása | Lakosság változása | Lakosság változása | Lakosság változása | Lakosság változása | Lakosság változása | Lakosság változása |
| ------------------ | ------------------ | ------------------ | ------------------ | ------------------ | ------------------ | ------------------ | ------------------ | ------------------ | ------------------ | ------------------ | ------------------ | ------------------ | ------------------ | ------------------ | ------------------ |
| 1857               | 1869               | 1880               | 1890               | 1900               | 1910               | 1921               | 1931               | 1948               | 1953               | 1961               | 1971               | 1981               | 1991               | 2001               | 2011               |
| 560                | 640                | 582                | 636                | 760                | 815                | 773                | 848                | 846                | 921                | 1.037              | 972                | 953                | 983                | 997                | 914                |

## Nevezetességei
- Assisi Szent Ferenc tiszteletére szentelt római katolikus templomát 1820-ban építették a korábbi fatemplom helyett. Egyhajós épület félköríves apszissal és a homlokzat elé épített harangtoronnyal, mely piramis alakú toronysisakban végződik. A templomba a torony aljában kialakított előcsarnokon át lehet bejutni. A templomnak három oltára van. A főoltár Szent Ferenc, mellékoltárok Szent Antal apát és Szent Ferdinánd király tiszteletére vannak szentelve. A markovaci Szent Márk plébánia filiája. Búcsúját szeptember 17-én ünnepli.
- A templom mellett a falu határában, a falun kívül található egy kápolna, amelyet Szent Illés prófétának szenteltek. A mellette álló keresztet 1861-ben állították fel, míg magát a kápolnát 1919-ben építették.
- A falu néprajzi gyűjteményét egy 1930-ban épített házban helyezték el. Az itt látható hagyományos használati tárgyak az 1960-as évekig voltak használatban. A gyűjtemény alapját a falusi háztartásban a szövetgyártáshoz használt szerszámok és kiegészítők képezik. Két szövőszék is látható itt a rajtuk készített ruhaneműkkel, ponyvákkal, takarókkal, terítőkkel, szalvétákkal és sálakkal. Az egyéb tárgyak közé tartoznak a ház korabeli leltára és az élelmiszerkészítéshez szükséges eszközök.

## Kultúra
HKD Vukojevci horvát kulturális egyesület.
A „Vukojevački starcevi” (vukojevci vének) egy a Vukojevci község farsangi felvonulásaihoz kötődő népszokás. Az öregek, maszkos, nőtlen férfiak, zajosan járkálnak a faluban, vicceket és trágár játékokat adnak elő. Férfi fehér ruhát, fekete plüssmellényt viselnek, amely fölé egy háromszögbe összehajtogatott, hímzett kendőt helyeznek. A kendőt a csípő bal és jobb oldalán rögzítik, a bakancsszerű cipőt és a kiegészítőként kamáslit viselnek, bőrövük pedig öt-hét, különböző méretű csengővel, valamint egy ruhával van körülkötve. Az idősebbek hárs- vagy mogyorófabotot, lijeskát hordanak. Kúp alakú maszkjuk elfedi a fejet és a nyakat, elöl pedig egy sokszínű krepp-papírból készült virágokkal keretezett maszkot viselnek, míg a teteje papírcakkos vágott csíkokkal, szalagokkal van feldíszítve. A farsangi szokás 1998-ban újult meg, amikor a HKD Vukojevcit pontosan azért hozták létre, hogy megőrizzék ezt a farsangi szokást.

## Oktatás
A faluban négyosztályos alsó tagozatos elemi iskola működik, mely nekcsei Dora Pejačević általános iskola területi iskolája.

## Sport
Az NK „Omladinac” Vukojevci labdarúgócsapata a megyei 2. ligában szerepel. Érdekesség, hogy a klubot régi barátság fűzi a Tolna vármegyei Nagydorog település csapatához.

## Egyesületek
- A helyi önkéntes tűzoltó egyesületet 1935-ben alapították.
- „Dorat” Vukojevci lótenyésztő egyesület.
- A honvédő háború horvát veteránjainak helyi egyesülete.